# 青菱海鲂
青菱海鲂（学名：Cyttomimus affinis）為輻鰭魚綱海鲂目甲眼的鯛科菱海鲂属的鱼类，俗名菱海鲂。分布于印度尼西亚、日本以及南海等海域，棲息深度可達304公尺，體長可達7公分，棲息在大陸坡。

## 扩展阅读
維基物種上的相關：青菱海鲂